# Salón Aeronáutico de Farnborough
El Salón Aeronáutico de Farnborough (en inglés: Farnborough International Airshow) es una feria comercial internacional de siete días de duración para el negocio aeroespacial que se celebra bienalmente en Farnborough (Hampshire, Reino Unido). El festival aéreo es organizado por Farnborough International Limited, una subsidiaria propiedad de la Society of British Aircraft Constructors (SBAC), sociedad representante de toda la industria aeroespacial británica, para mostrar aeronaves tanto civiles como militares a posibles compradores e inversores. Junto con el Paris Air Show es un importante evento para la industria aeroespacial, particularmente para el anuncio de nuevos desarrollos y pedidos. 
Consta de cinco salones de exposición a cubierto y numerosas exposiciones estáticas de aeronaves en el exterior. Se realizan demostraciones de vuelo y exhibiciones aéreas cada día de la feria. En los dos últimos días se admite al público en general y se añaden algunos productos no comerciales a las muestras estáticas y de vuelo. En la edición de 2004 hubo más de 1 300 expositores y 150 000 visitantes profesionales.

## Galería de imágenes

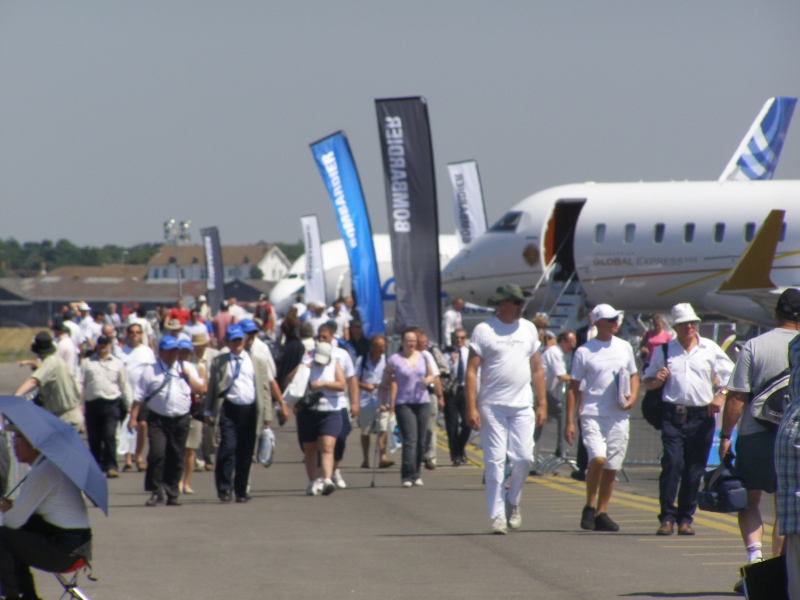
Farnborough 2006.
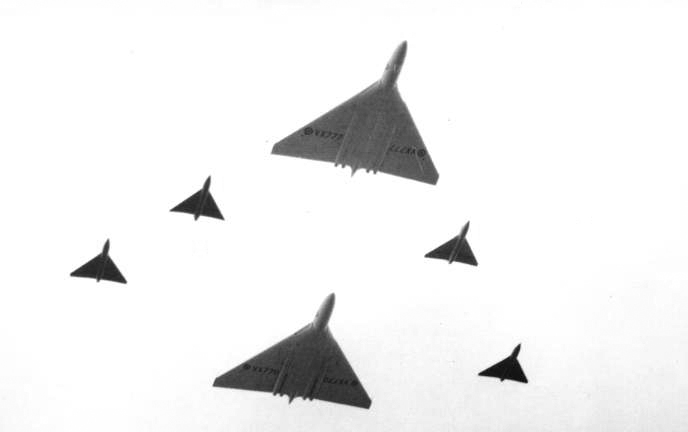
Dos Avro Vulcan y cuatro Avro 707 en el Farnborough de 1953.
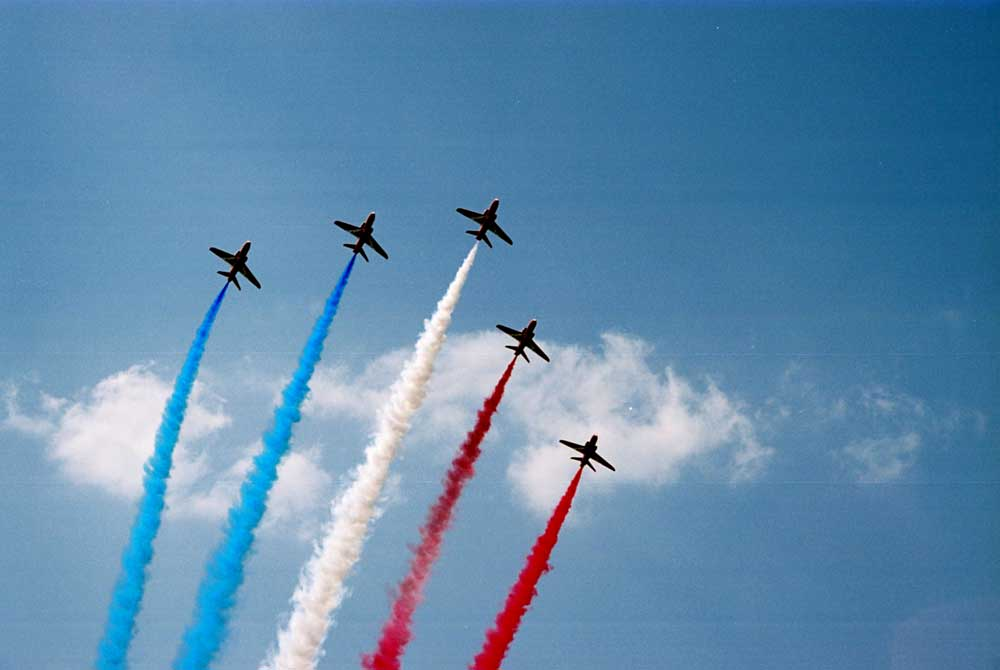
Formación de los Red Arrows en el Farnborough.
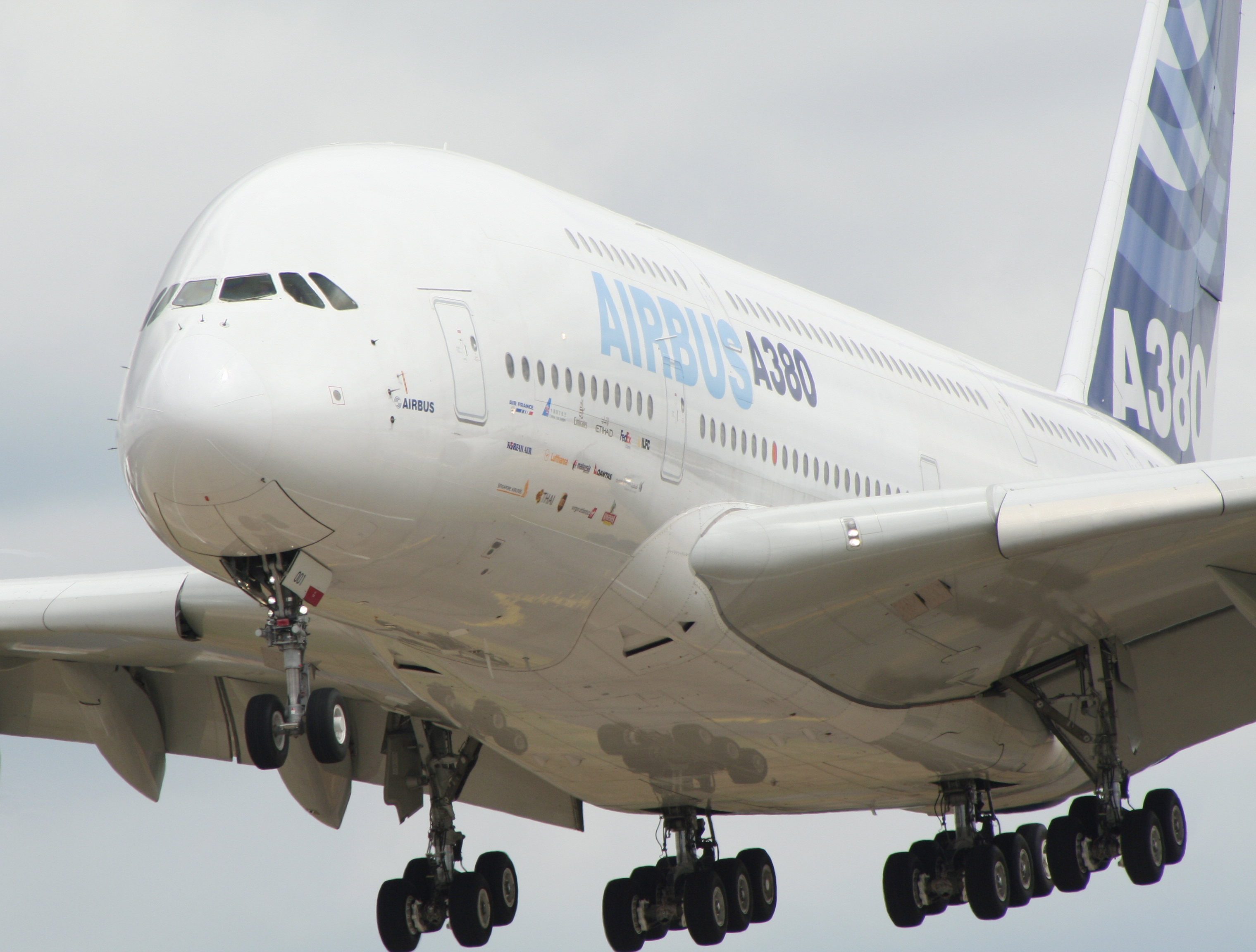
El Airbus A380 en el Farnborough.